# Schloss Bekond

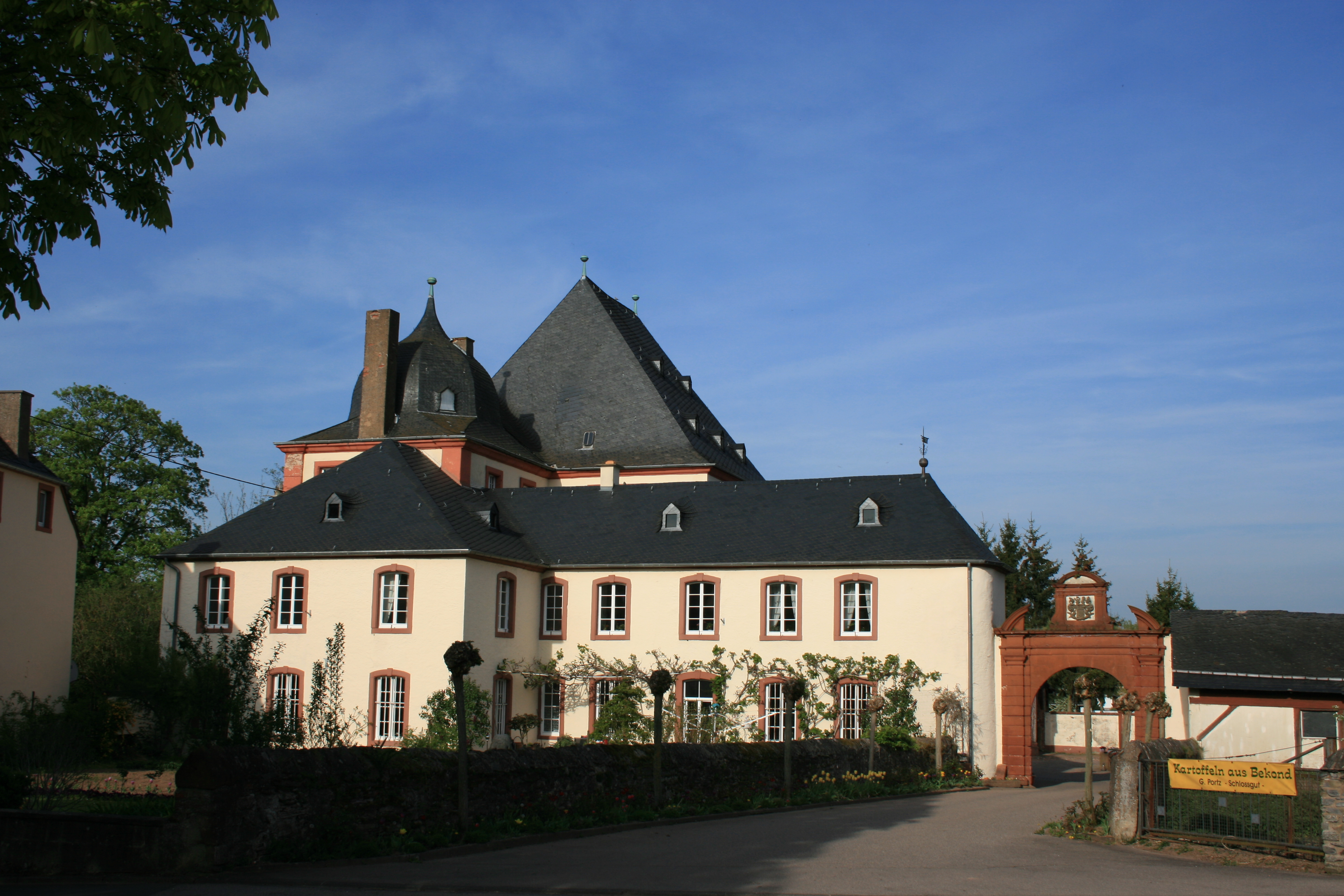
Schloss Bekond, Hauptbau

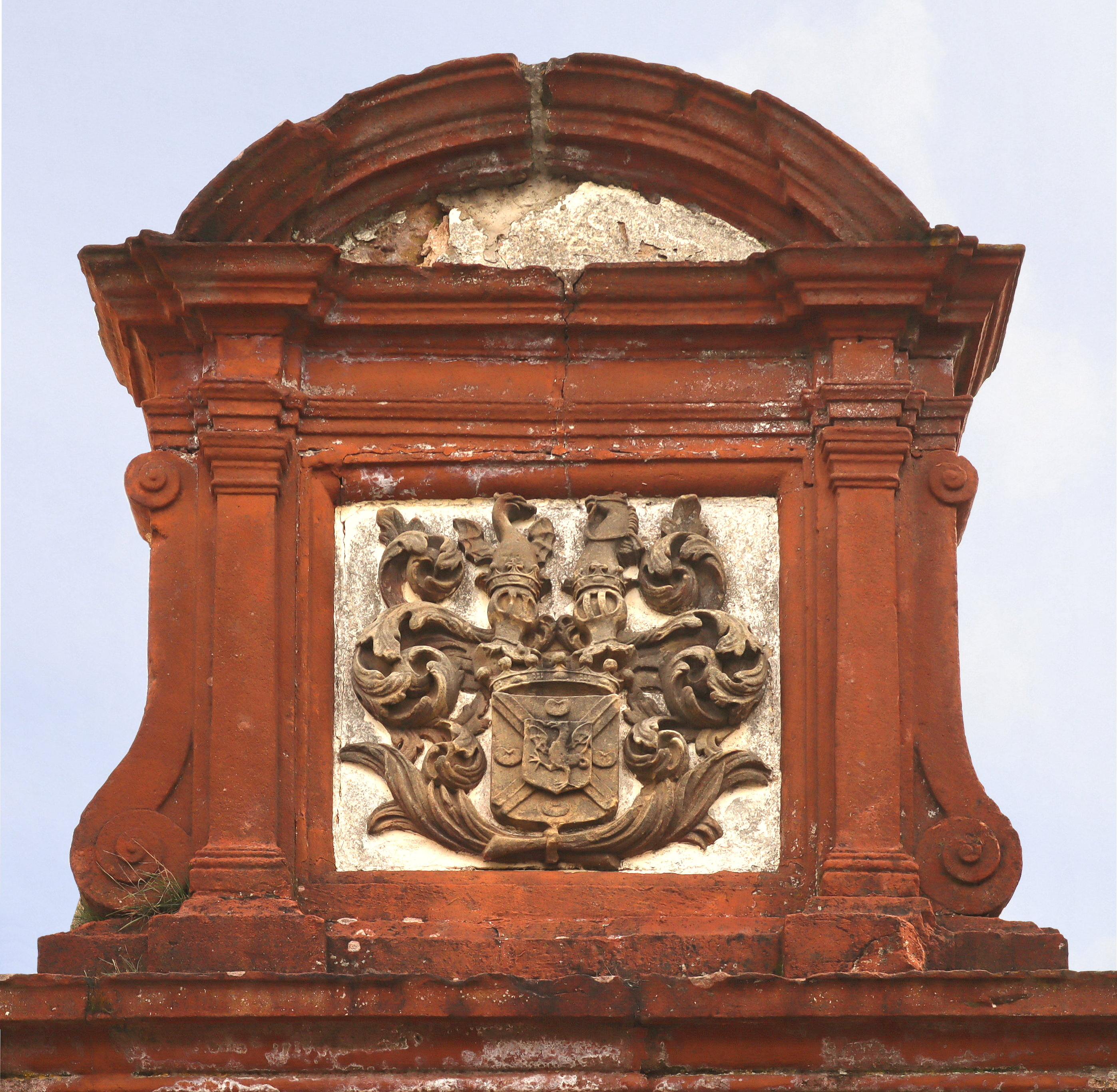
Wappen von Kesselstatt in einem Wappen von Orsbeck

Das Schloss Bekond ist ein barockes Landschloss in der Gemeinde Bekond im Landkreis Trier-Saarburg in Rheinland-Pfalz.

## Geschichte
Das Schloss geht zurück auf eine Wasserburg, die erstmals 1653 erwähnt worden ist.
Das Schloss wurde 1709 im Auftrag des Trierer Dompropstes Joseph Franz von Kesselstatt neu errichtet. Architekten waren Philipp Honorius Ravensteyn, Johann Valentin Thomann und Johannes Seiz.
Die Denkmalzone Schloss Bekond ist ein eingetragenes Kulturdenkmal.
Das Anwesen verfügt über einen Schlosspark mit Gartenanlage und Baumgarten.
Die Orangerie wurde 1732 erbaut und kann heute für Veranstaltungen genutzt werden.

## Beschreibung
Die nach Süden mit den ehemaligen Wirtschaftsgebäuden einen Hof bildende U-förmige Anlage mit dreistöckigem Mittelteil und den zwei zweistöckigen Seitenteilen weist an der nordwestlichen Ecke einen vorspringenden Baukörper auf und an der Nordostecke lehnt sich ein dreistöckiger Wohnturm mit Sandsteineckquaderung und welscher barocker Haube an das Schloss an. Alle Dächer sind als Walmdächer angelegt. Alle Fenster sind als Sprossenfenster und Sandsteinfassung angelegt. 
Die Hofeinfahrt ist aus rotem Sandstein. Im gebrochenen Rundgiebel steht ein großes Wappen mit Bogengiebel als Abschluss.